# Guglielmo Bianchi
Guglielmo Bianchi (Livorno, 27 settembre 1901 – 20 aprile 1983) è stato un calciatore italiano, di ruolo attaccante.

## Carriera
Con il Livorno disputa 4 gare segnando 3 reti nel campionato di Prima Divisione 1922-1923.